# Outwitted (pel·lícula de 1925)
Outwitted és una pel·lícula muda dirigida i produïda per J. P. McGowan i protagonitzada per Helen Holmes i William Desmond.) Basada en una història del mateix director, la pel·lícula es va estrenar als voltants del gener de 1925. Es considera una pel·lícula perduda.

## Argument
Tiger McGuire, el cap d’una banda de falsificadors, és capturat per Jack Blaisdel, un agent del Tresor, i condemnat a 20 anys de presó. De camí a la presó, Tiger s’escapa i es reuneix amb la seva antiga colla, prometent venjar-se de Jack. John Kinney, el secretari adjunt del Tresor, suspèn a Jack del departament per haver abandonat les seves funcions habituals, però a petició de la seva filla, Helen (que està enamorada de Jack), li dona 48 hores per capturar Tiger. Durant un ball a casa seva, Helen és segrestada per Tiger, que la porta a bord del iot que utilitza com a amagatall. Jack descobreix on és l'embarcació, enganya la banda i rescata Helen i deté Tiger.

## Repartiment
- Helen Holmes (Helen Kinney)
- William Desmond (Jack Blaisdel)
- J. P. McGowan (Tiger McGuire)
- Grace Cunard (Lucy Carlisle)
- Alec B. Francis (John Kinney)
- Emily Fitzroy (Meg)